# Маккензи, Кеннет Франклин
Кеннет Франклин Маккензи-младший (англ. Kenneth Franklin McKenzie Jr.; род. 1957, Бирмингем, Алабама, США) — генерал Корпуса морской пехоты США. С 28 марта 2019 по 1 апреля 2022 года являлся главой Центрального командования Вооружённых сил США (CENTCOM). Бывший Директор Объединённого штаба и бывший директор по стратегическим планам и политике (J-5) в Объединённом комитете начальников штабов.

## Ранняя жизнь и образование
Маккензи родился в городе Бирмингем штата Алабама, США. В 1979 году окончил Учебный корпус офицеров морского резерва Цитадели. Имеет степень магистра истории Национального университета обороны. Служил старшим военным научным сотрудником в Институте национальных стратегических исследований. С отличием окончил Командно-штабной колледж морской пехоты и Школу передовых методов ведения боевых действий.

## Военная карьера
При развёртывании войск в Ираке и Афганистане, Маккензи возглавлял 1-й батальон 6-го полка морской пехоты в качестве командира 22-го экспедиционного подразделения морской пехоты. Служил военным секретарём двух комендантов корпуса морской пехоты США.
Маккензи также служил заместителем директора по операциям Национального военного командного центра в Пентагоне. В 2008 году председателем Объединённого комитета начальников штабов был назначен на должность директора переходной группы новой администрации, наблюдая за переходом вооружённых сил под командование президента Барака Обамы. Маккензи вернулся в Афганистан и служил заместителем начальника штаба по вопросам стабильности в Международных силах содействия безопасности. После стал директором по стратегии, планам и политике в Центральном командовании Вооружённых сил США. Затем вернулся в Пентагон, чтобы представлять Корпус морской пехоты на четырёхлетнем обзоре обороны, и, получив свою третью звезду, был назначен главой Центрального командования морской пехоты США.
В марте 2019 год стал главой Центрального командования Вооружённых сил США (CENTCOM). Маккензи руководил успешным рейдом на Баришу в Сирии с целью убийства или захвата лидера Исламского государства Абу Бакра аль-Багдади в октябре 2019 года, а также выводом войск из Ирака в 2020–2021 годах.
Во время вывода войск из Афганистана в 2020—2021 годах Маккензи заменил генерала Остина «Скотта» Миллера на посту лидера сил США и НАТО в Афганистане после отставки последнего 12 июля 2021 года. Маккензи также руководил ударом беспилотника в Кабуле, в результате которого погибли 7 детей и 3 взрослых.